# ボゴロジツク
座標: 北緯53度46分 東経38度08分 / 北緯53.767度 東経38.133度

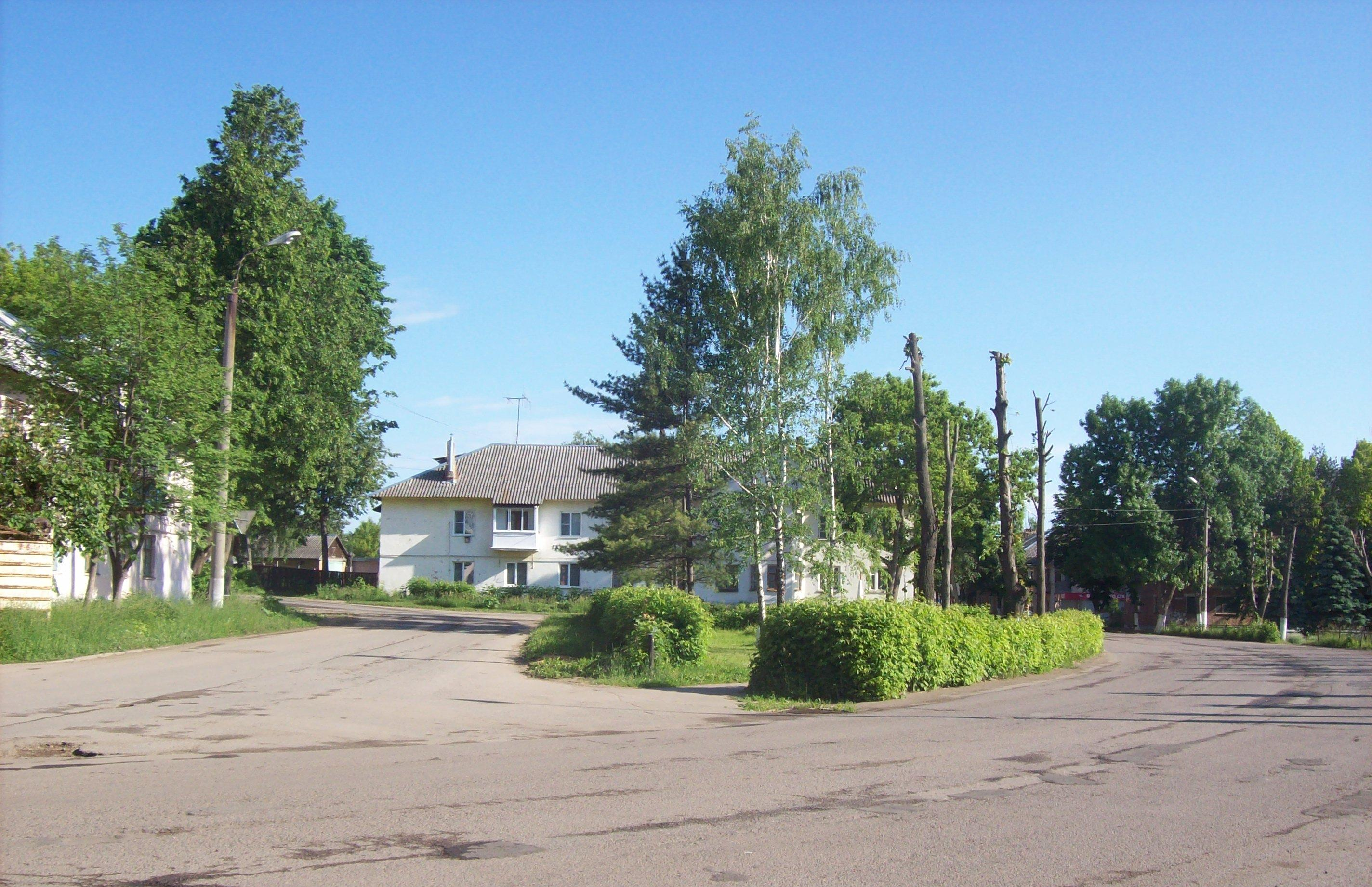
ボゴロジツクの町

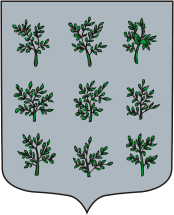
ボゴロジツクの紋章

ボゴロジツク（ボゴロージツク、ロシア語: Богоро́дицк、ラテン文字表記の例: Bogoroditsk）は、ロシアのトゥーラ州にある町。人口は2万9560人（2021年）。州都トゥーラから南東へ65km。モスクワからヴォロネジを経てロストフ・ナ・ドヌへ向かうM4幹線道路も通る。北にはウズロヴァヤやノヴォモスコフスクの町があり鉄道で結ばれている。ウパ川の支流ウピョルタ川が流れる。

## 歴史

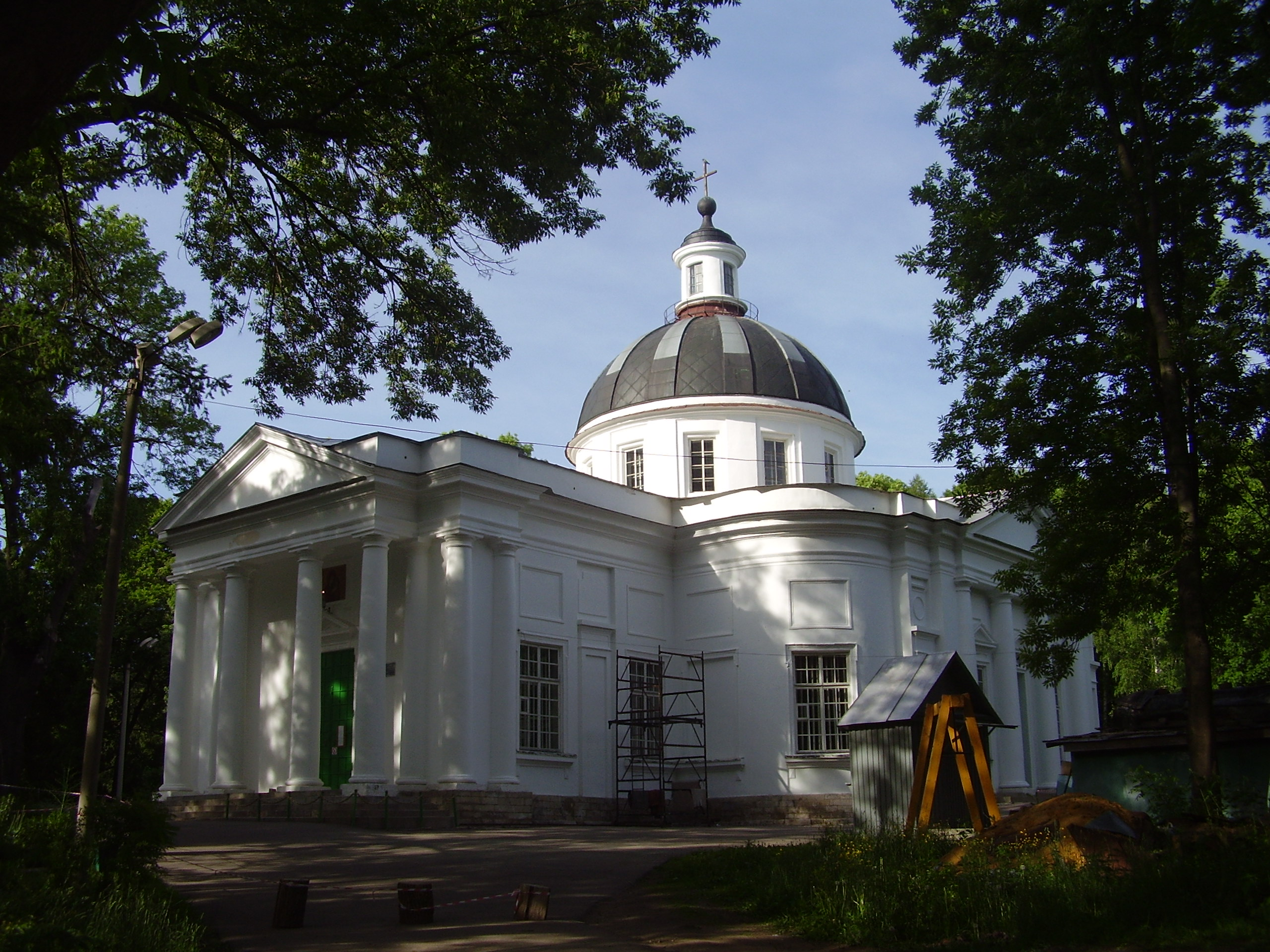
ボゴロジツクのカザンの生神女聖堂

ボゴロジツクには1663年に、ツァーリ・アレクセイの命により木造の砦（クレムリ）が建てられた。当時はノガイ・タタール人の諸部族やクリミア・ハン国によるロシア侵入が相次ぎ、当時の南部国境だったトゥーラ州周辺には防衛線と要塞が建てられた。要塞のある村には聖堂が建てられたが、生神女庇護祭を記念する聖堂にちなんで村はボゴロージツコエと名付けられた。
18世紀にロシアの領土が南へ拡大し、遊牧民の脅威が去ると、ボゴロジツコエの軍事的重要性は失われ、1715年には取り壊された砦の跡に馬の飼育場が建てられた。
さらに1773年には、皇帝エカチェリーナ2世と愛人グリゴリー・オルロフの間に生まれた不義の子である貴族アレクセイ・グリゴリエヴィチ・ボーブリンスキーのための宮殿が建てられた。
ボーブリンスキー家の宮殿の本館となるシャトーは高名なロシア人建築家イヴァン・スターロフにより設計されたものである。1777年にボゴロジツクは市となった。1778年から1796年にかけてはロシアの農業科学者アンドレイ・チモフェーヴィチ・ボロトフが市の長官となっている。

## 文化
ボゴロジツクには、1773年に建てられた新古典主義建築の宮殿や聖堂のある庭園が残っている。周囲の英国式庭園は、首都サンクトペテルブルク以外ではロシアでも最初期に造られたものである。
しかしソビエト連邦時代には、市内の聖堂のうち2つ（1つはこの町最古のもの）および宮殿の一部が取り壊された。
第二次世界大戦（独ソ戦）では市街地同様宮殿も破壊された。1967年より聖堂や宮殿の再建が進み、1988年には宮殿に博物館が併設された。

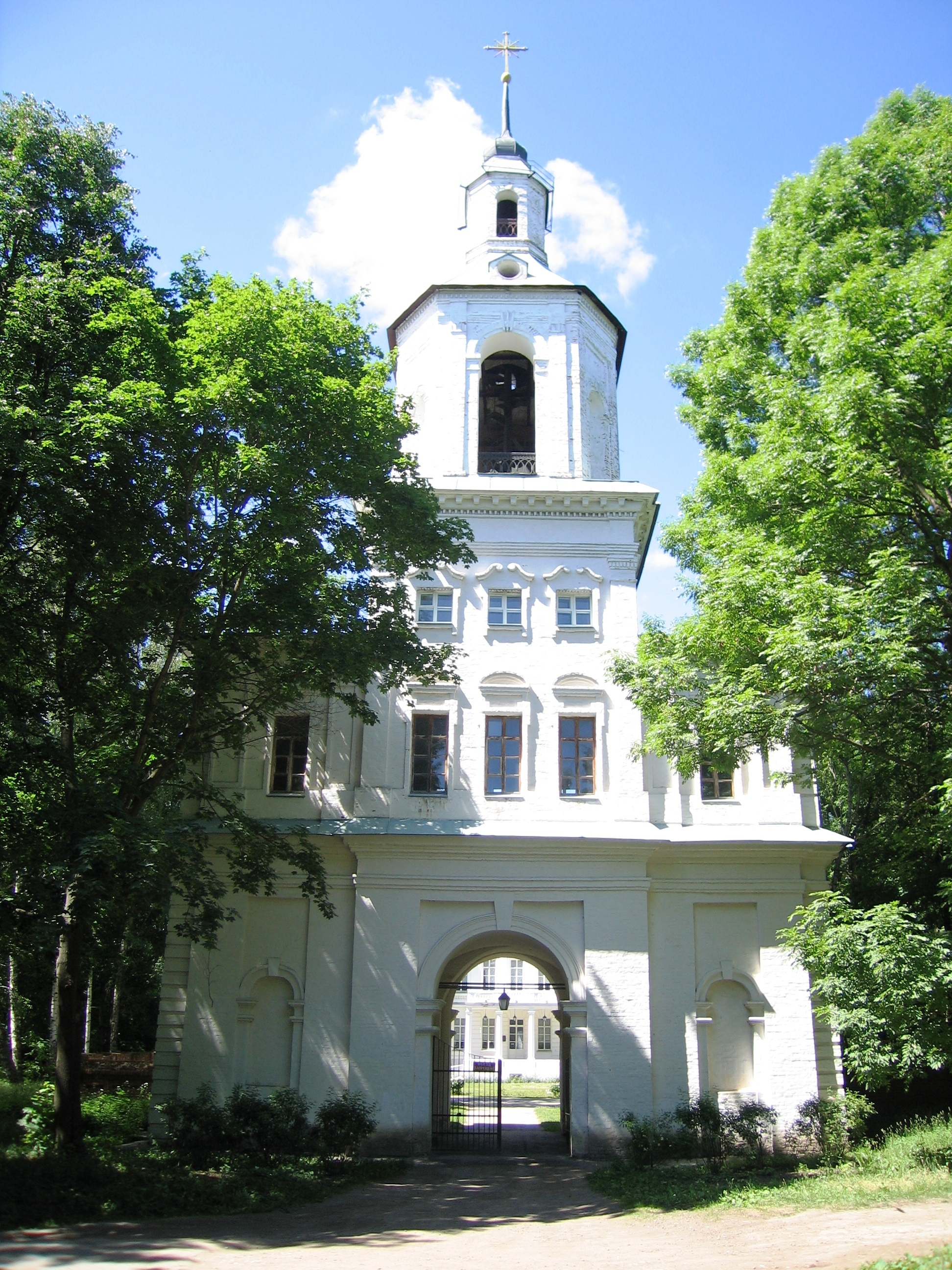
ボゴロジツクのボーブリンスキー家宮殿
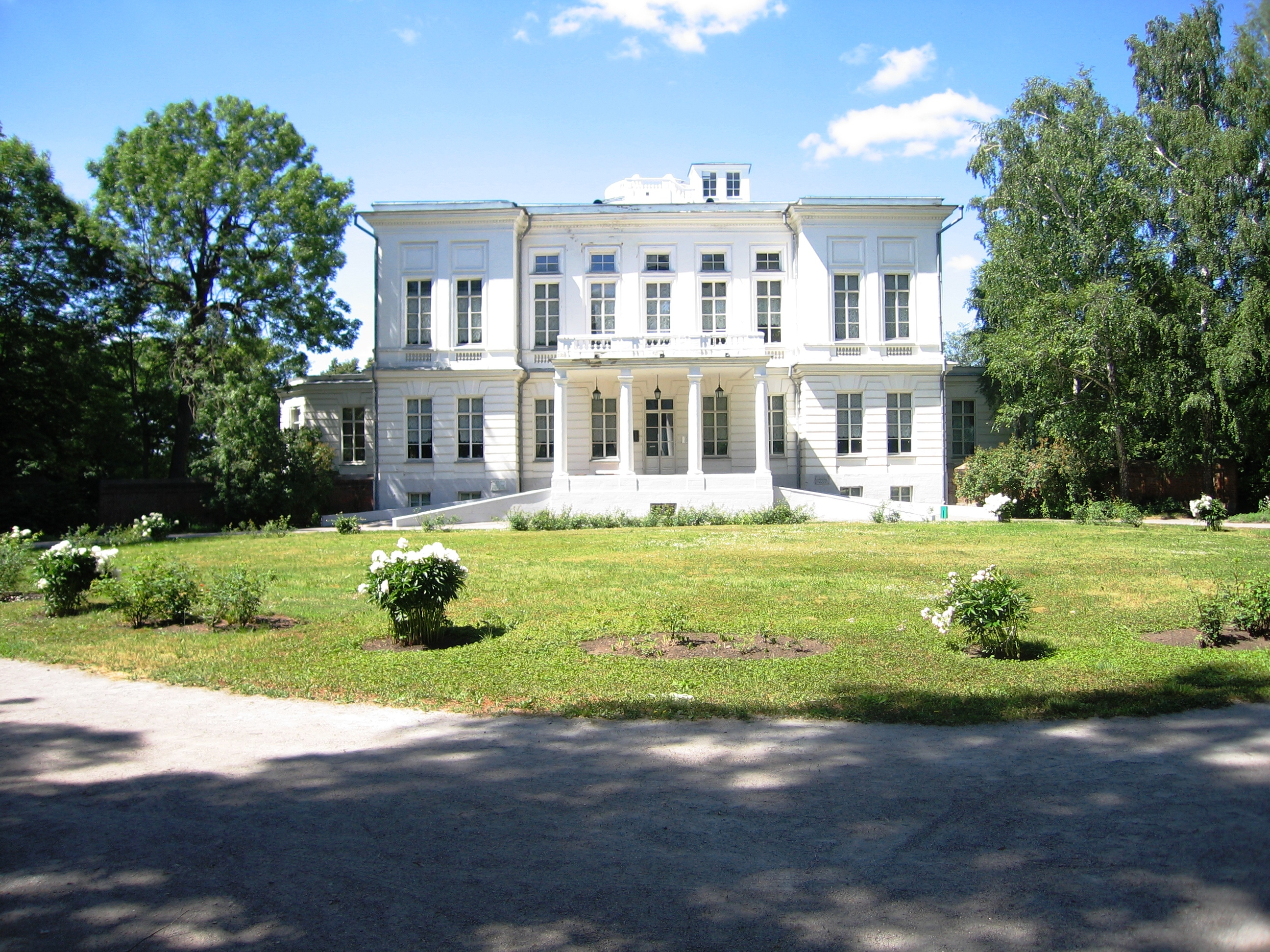
ボゴロジツクのボーブリンスキー家宮殿